# Hieronymus von Spreti

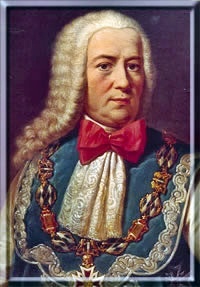
Hieronymus von Spreti

Franz Johann Hieronymus Innozenz von Spreti (* 6. April 1695 in Ravenna; † 25. April 1772 in München) war ein bayerischer Graf und General italienischer Abstammung.

## Leben

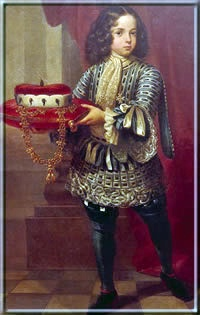
Hieronymus von Spreti als bayerischer Page

Hieronymus von Spreti, Sohn des italienischen Grafen Johannes Baptista von Spreti und seiner Gemahlin Maria Hieronima geb. von Condronchii, wurde der erste, in Bayern dauernd sesshafte Namensträger seines Geschlechtes und Begründer des hiesigen Familienstammes. 1700 erfolgte mit päpstlicher Altersdispenz die Aufschwörung als Malteserritter, 1703 ging er als Page an den kurbayerischen Hof, 1711 erkannte man seinen italienischen Grafentitel in Bayern an.
1715 avancierte Spreti zum  kurfürstlichen Kammerherrn, kämpfte 1717 im bayerischen Regiment Kurprinz in der Schlacht von Belgrad und wurde 1725 Pfleger in Friedberg. 1729 zum Ritter des Ordens vom Hl. Georg erhoben, diente er Kurfürst (später auch Kaiser) Karl Albrecht von Bayern als Kammerherr, Oberstküchenmeister, Generalwachtmeister und als Leutnant der Hartschier-Garde. Der Graf zählte zu dessen engsten Freunden. 1742 berief man ihn zum Geheimrat, Kurfürst Maximilian III. Joseph beförderte ihn 1752 zum Feldmarschallleutnant. 1758 wurde er Wirklicher Geheimer Rat und erhielt 1759 das Großkreuz des Georgsordens. 
Hieronymus von Spreti starb 1772 zu München und fand seine Ruhestätte im dortigen Franziskanerkloster St. Antonius. An diesem Platz steht heute das Nationaltheater München. Sein Epitaph kam 1802, beim Abriss des Konvents, in die Filialkirche Mariä Geburt in Hebertshausen-Unterweilbach.

## Ehe und Familie

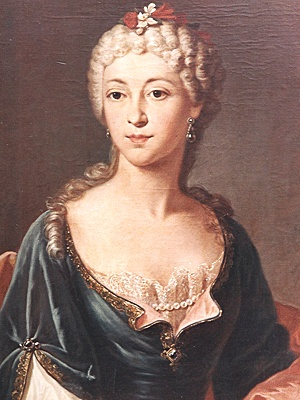
Die Gattin Maria Caroline Charlotte von Ingenheim

Graf von Spreti ehelichte 1723 die Hofdame Maria Caroline Charlotte von Ingenheim (1704–1749). Dies geschah mit ausdrücklicher Zustimmung von Kurprinz (später Kurfürst und Kaiser) Karl Albrecht von Bayern, der mit ihr, als seiner Geliebten, zwei Kinder gezeugt hatte. Dies waren Maria Josepha comtesse de Hochenfels de Bavière (1720–1797), seit 1736 verheiratet mit dem Wittelsbacher Emmanuel-François-Joseph Comte de Bavière (1695–1747) und Franz Ludwig von Holnstein (1723–1780), Begründer des Adelshauses der Grafen von Holnstein aus Bayern. Beide wurden Spretis Stiefkinder. Die Eheschließung fand am 1. Oktober 1723 statt, Franz Ludwig von Holnstein kam drei Tage später zur Welt.
Hieronymus von Spreti  und Maria Caroline Charlotte von Ingenheim hatten in 26 Ehejahren 14 eigene Kinder.
Davon erreichten das Erwachsenenalter: 
- Maria Josepha (1731–1778), Nonne in Eichstätt
- Sigismund von Spreti (1732–1809)
- Joseph von Spreti (1734–1813), Generalmajor der kurfürstlichen Leibgarde; sein Sohn war der Generalmajor Maximilian von Spreti (1766–1819)
- Benonia (* 1735), Salesianerin in St. Anna (München) und im Kloster Indersdorf
- Xaver von Spreti (* 1740)
- Maria Theresia (1746–1818), verheiratet mit dem Generalmajor Andreas Anton von Capris (1716–1776), dessen Epitaph sich an der Außenseite der Münchner Frauenkirche befindet.

Nach dem frühen Tod seiner Gattin heiratete Hieronymus von Spreti die verwitwete Gräfin  Maria Anna von Verita geb. Beccaria, 1759, nach deren Tod, Antonia Freiin von Goder. Beide Verbindungen blieben ohne Nachkommen.